# Cephalodromia nitens
Cephalodromia nitens är en tvåvingeart som först beskrevs av Friedrich Hermann Loew 1846.  Cephalodromia nitens ingår i släktet Cephalodromia och familjen svävflugor. Inga underarter finns listade i Catalogue of Life.